# House of God
House of God (Божја Кућа) је музички албум данског хеви метал бенда Кинг Дајмонд издат 2000. године од стране издавачке куће Massacre Records. Прерадио га је Енди Ла Рок а ново издање је изашло 2009. године. Албум је снимљен и прерађен у Nomad Recording студију у Даласу (Тексас).

## Прича
Тема албума је делимично заснована на Рен Ле Шате, тврђави која се налази на југу Француске. Тринаест песама говоре причу о уморном путнику који је побегао у цркву тражећи уточиште од застрашујућег али и осећајног створења налик вуку. Међутим, вук се тамо претворио у прелепо женско биће које заводи путника у договор о продавању душе. Након утамничења у замку путник силази у самом подножју зграде и проналази један крипт у коме се налази тело Исуса Христа. Разочаран и сломљеног срца, путник се припрема да изврши самоубиство, само да би сазнао да су Бог и Ђаво играчке неких много моћнијих ентитета.

## Листа Песама
1. -  	King Diamond	1:44
2. -   	King Diamond, Andy LaRocque	4:46
3. -   	King Diamond	4:27
4. -   	King Diamond, Andy LaRocque	5:36
5. -   	King Diamond	4:28
6. -   	King Diamond, Andy LaRocque	4:10
7. -   	King Diamond	1:59
8. -   	King Diamond	4:36
9. -   	King Diamond	4:21
10. -   	King Diamond	1:59
11. -   	King Diamond, Andy LaRocque	5:01
12. -   	King Diamond	5:34
13. -  (Instrumental)	Andy LaRocque	2:31

## Постава бенда
- Кинг Дајмонд - вокал
- Енди Ла Рок - гитара
- Глен Дровер - гитара
- Дејвид Харбур - бас гитара
- Џон Хеберт - бубњеви